# Suez
Suez (arabsky: السويس as-Suís; dříve někdy též Suwajs) je egyptské přístavní město, ležící na severovýchodě země v guvernorátu Suez. Město se nachází na severním břehu Suezského zálivu.

## Historie

### Raná islámská éra
V 7. století se severně od současného města Suez nacházelo město Kolzum, které bylo východní stanicí na kanálu spojujícím Nil a Rudé moře. Významnost města upadla poté, co byl v roce 770 kanál uzavřen. Vesnice Suez ležela nedaleko a podle arabského cestovatele Al-Maqdišiho, který Suez v roce 986 navštívil, sloužila jako zdroj pitné vody pro Kolzum. Egyptský sultán Saladin z dynastie Ajjúbovců nechal Kolzum a Suez opevnit, aby mohli chránit východní egyptskou hranici před křižáckými nájezdy vedenými Renaudem de Châtillonem. Mezi roky 1183-84 Renaudovy lodě v Rudém moři zabraňovaly ajjúbské posádce v Kolzumu v přístupu k moři. Jelikož muslimové neměli v Rudém moři žádné vojenské loďstvo, které by se dokázalo Renaudovi postavit, nechal Saladinův bratr Al-Ádil vybudovat na jihu země v přístavu Aidab novou námořní flotilu, která se následně vypravila na sever ukončit Renaudovo obléhání.

### Osmanská říše
V důsledku předejití portugalských útoků na egyptská pobřežní města v Rudém moři, nechal poslední mamlúcký sultán al-Ašraf Kánsúh al-Gaurí povolat šestitisícovou armádu, která měla za úkol v roce 1507 bránit Suez. Tito vojáci však zase scházeli v bojích proti Osmanské říši ve Středozemním moři. Poté, co Osmani na začátku 16. století dobyli Egypt, se Suez stal hlavním námořním a obchodním centrem Egypta. Německý cestovatel Carsten Niebuhr označil Suez za významné město, odkud se v 18. století každoročně plavily lodě do Džiddy, která sloužila jako přístav pro islámské posvátné město Mekku, a zároveň byl Suez hlavní branou pro obchod s Indií. Nicméně v roce 1798 se během Napoleonské invaze přeměnil v nedůležité město. Boje mezi Francií a Velkou Británií v roce 1800 zanechaly většinu města v troskách. Významnost Suezu opět vzrostla až s otevřením Suezského průplavu v roce 1869.

### Moderní éra
Město bylo opět prakticky zničeno na přelomu šedesátých a sedmdesátých let dvacátého století, kdy Egypt bojoval s Izraelem, který okupoval Sinajský poloostrov. Město bylo opuštěno po Šestidenní válce v roce 1967. Rekonstrukce Suezu začala krátce po znovu otevření Suezského průplavu v roce 1975. Do centra dění se Suez opět dostal v roce 2011, kdy se stal prvním městem, ve kterém propukly masové protesty proti vládě prezidenta Husního Mubáraka. A právě v Suezu byly hlášeny první oběti egyptské revoluce. 

## Suezský průplav

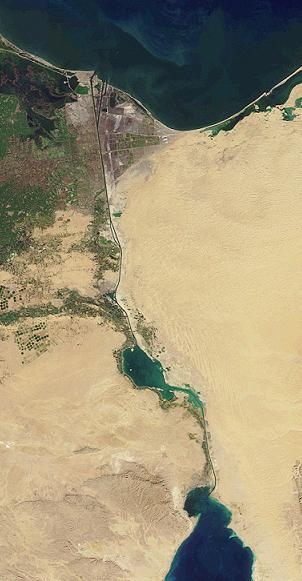
Satelitní snímek Suezského průplavu

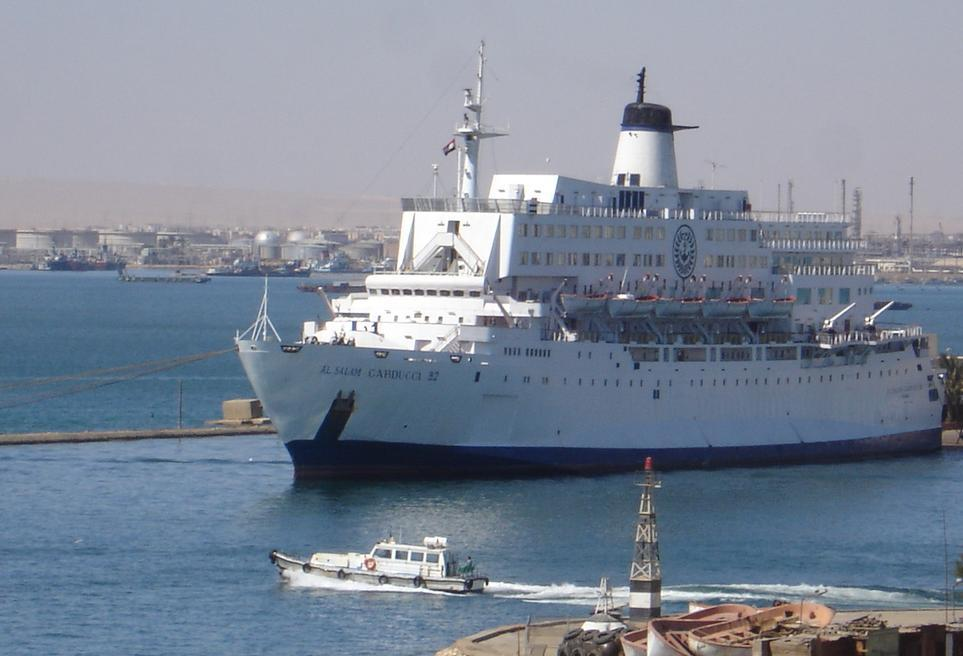
Loď v Suezském průplavu

Suezský průplav nebyl prvním kanálem spojující Rudé moře se Středozemním. V dřívějších dobách byla tato vodní cesta vedena ze Suezského zálivu do nilské delty. Průplav, který známe v dnešní době, byl postaven v devatenáctém století.
Suezský průplav nabízí lodím podstatně kratší cestu než kolem mysu Dobré naděje. Terén v této lokalitě byl pro stavbu průplavu ideální. Svoji roli hrála krátká vzdálenost mezi Rudým a Středozemním mořem, prakticky rovný terén a řada propadlin, které se staly součástí vodní cesty. Stavba kanálu byla navržena francouzským inženýrem Ferdinandem de Lessepsem. Stavba průplavu trvala jedenáct let a byl otevřen 17. listopadu 1869. Suezský průplav měl okamžitý vliv na světový obchod.
V roce 1956 egyptský prezident Gamál Násir průplav znárodnil. Tento krok nakonec vedl k ozbrojenému konfliktu (známý jako Suezská krize) mezi Egyptem na jedné straně a Francií, Velkou Británií a Izraelem na straně druhé. Během následujících válek mezi Egyptem a Izraelem byl průplav v letech 1967 až 1975 uzavřen. V současné době Suezský průplav významně přispívá egyptské ekonomice. V roce 2009 generovaly zisky z průplavu 3,7% egyptského HDP.

## Partnerská města
- Džibuti, Džibutsko

- Skopje, Severní Makedonie [2]